# آرکادی راگوزین
آرکادی پاولوویچ راگوزین (ارمنی: Արկադի Ռագոզին؛روسی: Аркадий Павлович Рагозин زادهٔ ۱۹۱۸ - درگذشته ۱۹۹۸) یک اقتصاددان، و سیاستمدار اهل اتحاد شوروی بود که از تاریخ ۱۹۷۲ تا تاریخ ۱۹۷۵ سمت فهرست رئیسان سرویس امنیت ملی ارمنستان را برعهده داشت.

## زندگی‌نامه
در ۲۸ نوامبر ۱۹۱۸ در آستانه به دنیا آمد .  وی در ۲۷ ژوئیهٔ ۱۹۹۸ در سن ۷۹ سالگی در مسکو درگذشت و در گورستان ترویکوروفسکوی به خاک سپرده شد.

## یادداشت
1. ↑  Chairman of the KGB of the Moldavian SSR
2. ↑  Chairman of the KGB of the Bashkir ASSR